# Alexandre Claude Martin Lebaillif
 (juin 2017).
Alexandre Claude Martin Lebaillif (11 novembre 1764 à Saint-Fargeau - 27 décembre 1831 à Paris) était un scientifique français.

## Biographie
Lebaillif fit avec succès ses études au collège des pères de l’Oratoire à Lyon et y eut pour condisciples Joseph-Marie de Gérando, Camille Jordan et Tabarié, qui tous restèrent ses amis.
Il s’adonna principalement aux sciences physiques et naturelles, qu’il cultiva toute sa vie et dans lesquelles il porta un esprit de recherche fort remarquable. 
S’étant marié en 1785 à mademoiselle Trullier, fille du receveur du grenier à sel de Noyers en Bourgogne, il aurait succédé à son beau-père dans cet emploi de finances, sans la suppression des gabelles, qui fut peu d’années après décrétée par l’assemblée constituante.
Il retourna, en 1790, à Saint-Fargeau, où il fut nommé greffier du tribunal, place qu’il conserva jusqu’à la suppression de ce siège. 
De 1798 à 1799, il fut employé au ministère de la Police, division des émigrés. Ayant perdu cet emploi à la fin de 1799, il fit un voyage à Saint-Domingue et à son retour des Antilles, en 1805, son ami Tabarié le fit entrer au ministère de la Guerre, dans les bureaux de l’infanterie. Il y demeura jusqu’en 1809, époque où il passa au ministère de l’Intérieur, dans une des divisions de la police générale (celle des départements au-delà des Alpes), qui fut dirigée successivement par les conseillers d’État Vincent de Margnola et Angles. Et lorsque ce dernier fut nommé préfet de police, dans les premières années de la restauration, il appela Lebaillif auprès de lui et lui confia, en 1819, la caisse de la préfecture, à laquelle plus tard celle des prisons fut réunie. Il cumulait encore ces deux fonctions lors de sa mort, arrivée à Paris, le 27 décembre 1831. 
Lebaillif avait, au mois de juillet de la même année, été décoré de la Légion d'honneur.
Il mourut le 27 décembre 1831 et fut inhumé au cimetière du Père-Lachaise (14e division).

## Œuvres
Le premier, en France, il construisit dans la perfection les micromètres sur verre destinés à la mensuration des microscopiques. Prony en fit usage pour son comparateur. MM. Jacques Babinet, Becquerel, Norremberg les employèrent également. Lebaillif imagina d’en former son mensurateur des microscopiques, dont Chevalier a donné la description. Il aida le physicien Charles, membre de l’Institut, à perfectionner son microscope et lui grava des micromètres et objectifs.
À cette époque, quelques amis connaissaient seuls ses travaux. Mais lorsque MM. Chevallier se livrèrent à leurs premiers essais pour achromatiser les lentilles, il fit des recherches et contribua beaucoup aux divers perfectionnements remarqués dans le microscope présenté à l’Institut de France en 1823. Il fit appliquer à ces instruments les diaphragmes mobiles, qui jouent un rôle si important dans l’éclairage et se livra aussi à des recherches métallurgiques.
Ceux qui l’ont connu savent avec quelle précision il gouvernait le chalumeau. Il inventa les petites coupelles d’argile réfractaire, qu’il décrivit dans un mémoire publié en 1823 (Annales de l’industrie). Son sidéroscope lui démontra la répulsion exercée par le bismuth et l’antimoine sur l’aiguille aimantée et l’existence du fer dans un grand nombre de corps, où jusqu’alors on ne l’avait pas soupçonné. 
Il construisit encore un galvanomètre d’une sensibilité exquise, des électromètres parfaits, des piles sèches, et une multitude de petits appareils pour ses recherches.
Toutes ces œuvres étaient remarquables par la simplicité et la précision. On doit encore citer, au nombre des travaux qui lui sont propres, ses recherches sur la coloration du sang, sur toutes les dissolutions de fer au maximum d’acide par le sulfocyanure de potasse, ses aiguilles d’argile pour reconnaître l’infusibilité des terres destinées à la fabrication de la porcelaine, des méthodes d’analyse pour reconnaître les substances métalliques employées dans la coloration des papiers, des notes sur l’aventurine artificielle et la déflagration des fils de fer et de la fonte blanche. 

## Source
« Alexandre Claude Martin Lebaillif », dans Louis-Gabriel Michaud, Biographie universelle ancienne et moderne : histoire par ordre alphabétique de la vie publique et privée de tous les hommes avec la collaboration de plus de 300 savants et littérateurs français ou étrangers, 2e édition, 1843-1865 [détail de l’édition]